# 미드필더

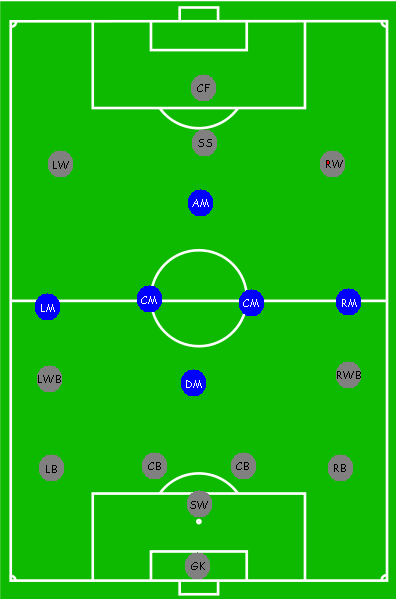
축구 포지션 중 미드필드의 상대적 위치.

미드필더(영어: midfielder 문화어: 중간)는 축구에서 공격수와 수비수 사이에서 플레이하는 선수이다. (상대적 위치는 대략 오른쪽 그림에서 파란색으로 표시된다.) 태클 등을 통해 상대편의 공을 빼앗는 것, 공을 우리 편의 것으로 계속 만드는 것, 공을 공격수에게 배급하는 것, 간혹 득점을 하는 것 등이 미드필더의 주요 임무이다.
미드필더 중에는 좀 더 수비적인 임무에 치중하는 미드필더가 있는가 하면, 공격수 못지않게 공격에 참여하는 미드필더도 있다. 한 경기에서 어떤 팀이 몇 명의 미드필더를 운용하느냐는 상황에 따라 달라질 수 있다. 또한, 팀의 포메이션이나 각 플레이어의 역할에 따라 달라질 수 있다. 한 팀 내 미드필더들을 묶어서 미드필드(midfield)라고도 부른다.
훌륭한 미드필더는 전투적이어야 하면서 동시에 창의적이어야 한다. 미드필드의 지원을 잘 받지 못하는 공격수들은 공격 기회를 많이 놓친다. 미드필드의 지원을 잘 받지 못하는 수비수들은 힘들게 수비를 해야 한다. 미드필더가 축구 경기에서 매우 중요한 역할을 하기 때문에, 이들은 다른 포지션의 선수들보다도 경기의 승패 결과에도 결정적인 영향을 미친다.
미드필더들은 축구 경기장 안에서 뛰는 선수들 중 가장 많이 에너지를 소비하는 선수들이다. 경기장에서 활약하는 범위가 크기 때문이다. 때때로 수비수들과 같이 수비도 해야 하고, 공격수들과 보조를 맞추어 공격도 해야 한다. 따라서 공격수 못지않게 명 선수들의 대다수가 미드필더다.

## 중앙 미드필더

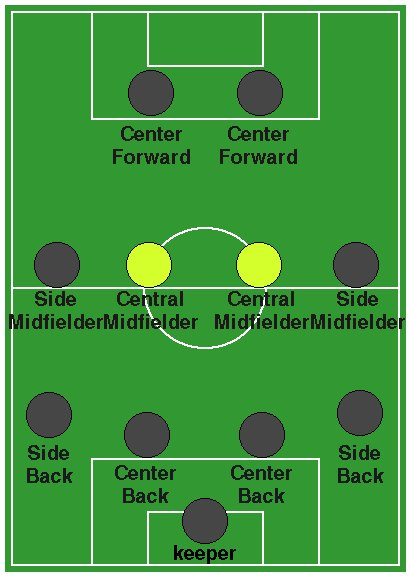
중앙 미드필더 위치

중앙 미드필더(영어: Central midfielder)는 팀의 전술에 따라 여러 역할을 수행한다. 공격과 수비를 연결하는 일을 하며, 상대편이 볼을 점유하고 있을 시에는 수비도 해야 한다. 이렇기에 중앙 미드필더는 유동적인 플레이를 하며, 패스 능력과 힘을 적절히 갖춘 균형잡힌 선수가 많다. 정중앙에 위치한 포지션으로 경기장 전체를 둘러볼 수 있고, 그에 따라 팀의 경기를 주도하는 경우가 많다. 이 포지션은 흔히 "엔진 룸" , "중원의 사령관" 등으로 불린다.
중앙 미드필더는 팀이 공을 가지고 있을 경우, 공격 진영으로 공을 패스하거나, 공을 가지고 움직여 공간을 창출하기도 한다. 공격 진영에 같은 편 선수가 공격을 하고 있을 때, 뒤따라 들어가 공격 작업에 도움을 주며, 간간히 슈팅을 날려 득점을 노리기도 한다.
상대방이 공을 가지고 있을 경우, 중앙 미드필더는 자신의 진영 방향으로 내려앉아 수비에 가담한다. 중앙 미드필더가 수비에 가담함에 따라, 상대방은 공격 작업을 펼칠 공간이 제한되기 때문이다.

### 박스-투-박스 미드필더
"박스-투-박스"(Box-to-box) 유형의 중앙 미드필더는 상대 진영 "박스"에서 아군 진영 "박스"까지 활동하면서 공격과 수비를 한다. 기본적인 역할로 공격과 수비간의 고리 역할을 하기도 하며, 수비 진영에 깊게 내려와 상대팀 공격작업을 방해하고, 2선 침투를 통해 득점상황을 창출하는 플레이를 하기도 한다. 이들은 활동량과 체력이 좋으며, 태클과 패스, 볼배급 능력이 뛰어나다. 즉, 공격과 수비 모두 뛰어난 유형의 미드필더이다. 예를 들면 박지성, 주드 벨링엄, 은골로 캉테 등이 있다

## 수비형 미드필더

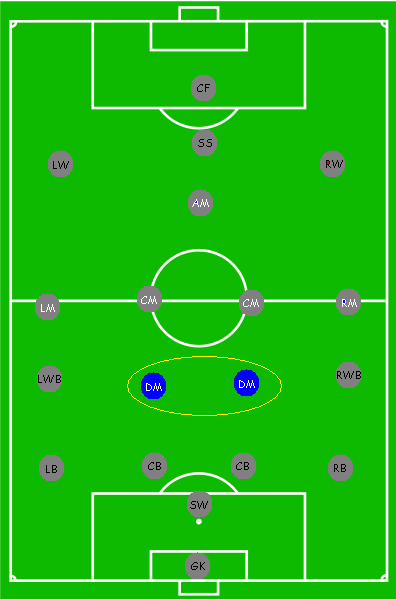
노란색 타원으로 두 명의 수비형 미드필더를 표시했다.

수비형 미드필더(영어: Defensive midfielder)는 중앙 미드필더보다 더 깊숙한 곳에 위치하며, 수비에 집중된 역할을 부여받는다. 이들은 수비진 앞에 서서 상대편의 공격을 차단하고 공을 배급하는 등, 1차 수비 저지선이자 공격의 시발점이다.
수비형 미드필더는 브라질식 포르투갈어 "볼란테"(포르투갈어: volante)나 남아메리카식 스페인어 "볼란테 데 마르카"(스페인어: volante de marca)라고도 불리기도 한다. 이 말들은 "방향타"라는 뜻이다. 포르투갈어로 "트링쿠"(포르투갈어: trinco)라 불리기도 하는데, 이 말의 뜻은 "자물쇠"라는 뜻이다. 1994년 월드컵 브라질 축구 국가대표팀의 주장이었던 둥가도 "트링쿠"라고 불렸다.
수비형 미드필더라는 포지션은 사람들 사이에서 종종 무시되는 경향을 보이기는 하지만, 현대 축구 경기에서 없어서는 안 될 중요한 역할을 수행하는 포지션이다. 이 포지션은 매우 전문화된 포지션이며, 매우 적은 수의 선수들만이 이 자리를 제대로 소화해낸다.
수비형 미드필더의 가장 전형적인 예를 보여주는 선수는 과거 첼시 FC, 레알 마드리드, 파리 생제르맹 FC 소속의 클로드 마켈렐레일 것이다. 첼시 FC와 레알 마드리드 및 프랑스 축구 국가대표팀에 소속되었을 때, 그는 자기 편 수비수 4명의 앞쪽 위치에서 뛰면서 뛰어난 활약을 펼쳤다. 상대편의 공격 움직임을 차단했을 뿐만 아니라, 정확히 상대편에 태클을 가하였다. 또한 "절대 실수가 없는" 짧은 패스는 그를 전형적인 수비형 미드필더의 귀감이 되게 하였다. 그가 레알 마드리드에서 뛸 때 팀의 "공격 절차"(modus operandi)는 "마켈렐레가 공을 빼앗은 뒤, 지네딘 지단에게 패스한다"였다. 마켈렐레의 수비형 미드필더 역할은 종종 "마켈렐레식 역할"이라고도 불렸다.

### 중앙 하프백

노란색 점들이 중앙 하프백이다.

과거에는 미드필드 서드에 위치하여 상대방의 공격을 1차적으로 저지하는 하프백(영어: Half back) 포지션이 있었다. 이는 미드필드에서 수비적 임무를 가진 근원적인 역할로 알려지고 있다.

### 홀딩 미드필더
홀딩 미드필더(영어: Holding midfielder) 또는 딥-라잉 미드필더(영어: Deep-lying midfielder)는 팀의 수비진과 가까운 거리를 유지한다. 이들은 수비에 집중하기 위해 짧고 간단한 패스가 선호되지만, 팀의 사정에 따라 롱 패스를 시도하는 경우가 있다. 이들은 태클을 시도하여 볼 소유권을 탈취하는 것에 더욱 집중된 역할이며, 탈취한 볼을 다른 선수들에게 배급하는 역할을 맡고 있다. 이로 인해 더 공격적인 역할의 선수들은 볼 소유권을 유지하면서 공격에 더욱 집중할 수 있게 된다. 이들은 수비적인 역할만이 뛰어난 선수가 선택되기도 하지만, 다른 역할도 충분히 소화하면서도 수비적인 능력이 탁월하여 선택되는 경우도 있다. 감독 마르셀로 비엘사가 이 역할의 선구자로 여겨진다.

### 딥-라잉 플레이메이커
홀딩 미드필더처럼 수비진과 가깝게 위치하나, 수비적인 능력보다는 패스 능력이 뛰어나며, 중원의 후방에서 경기를 조율하고 볼 배급을 담당하는 수비형 미드필더를 가리켜 딥-라잉 플레이메이커(영어: Deep-lying playmaker)라 한다. 이탈리아어로는 레지스타(이탈리아어: Regista)라고 불린다. 딥-라잉 플레이메이커는 공을 소유하면서 팀의 템포를 총괄하는 역할을 최선의 임무로 가진다. 이후 짧고 간단한 패스를 주고 받으며 공격 작업의 기초를 다지면서 느리지만 정확한 볼 배급을 통해 템포를 조절하기도 한다.

## 공격형 미드필더

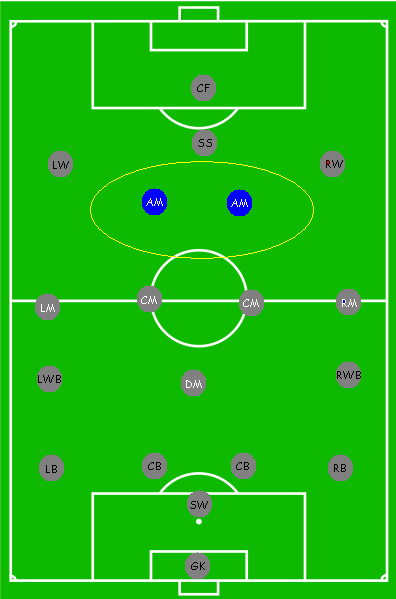
공격형 미드필더의 자리가 노란색 타원으로 표시되었다. 종종 이 포지션은 "홀" 혹은 "10번 포지션"이라고 불리기도 한다.

공격형 미드필더(영어: Attacking midfielder)는 미드필드진에서 전진 배치되어, 공격을 이끄는 미드필더를 말한다. 이탈리아어로는 트레콰르티스타(이탈리아어: Trequartista)라 불리며, 이는 경기장의 3/4 위치에 서있는 선수를 뜻한다. 독일어로는 "체너"(독일어: zehner) 로 불리는데, 이는 주전 공격형 미드필더가 10번을 달았기 때문에 붙여진 명칭이다. 공격형 미드필더가 약간 중앙쪽에 위치하면, 영미권에서 사람들은 종종 그것을 홀(영어: Hole)이라고 부른다. 때때로는 이 용어가 깊숙히 위치한 중앙 공격수를 지칭하는 말로 쓰이기도 한다. 이 자리에서 활약하는 선수들이 주로 10번 유니폼을 입었기 때문에, 10번 포지션이라고도 불리며  J리그에서는 1993년부터 1996년까지 선발 멤버가 1번  ~ 11번, 대기 멤버가 12~16번을  착용할 당시 공격형 미드필더가 9번을 달았고 1994년 K리그에서도 공격형 미드필더가 9번을 착용했다.

이 공격형 미드필더 자리는 매우 중요한 자리이다. 선수들이 이 자리를 차지하려면 매우 좋은 기술이 있어야 한다. 패스를 할 수 있는 능력이 되어야 하며, 그를 받쳐주는 좋은 시야를
필요로 한다. 볼의 소유를 늘리기 위해 개인적인 기술과 드리블 스킬을 크게 요구하기도 한다. 공격적인 위치에 서기 때문에, 슈팅 스킬 또한 요구된다. 또한 경기전반을 조율할 수 있는 플레이메이커가 주로 공격형 미드필더 자리에 위치한다. 많은 것을 요구하는만큼, 대부분의 경우 공격형 미드필더는 팀의 주축이다.

### 전진 플레이메이커
전진 플레이메이커(영어: Advanced playmaker)는 팀 공격의 중심이 되는 선수로, 주로 공격진 중앙 "홀" 자리에 위치한다. 이 용어는 딥-라잉 공격수(영어: Deep-lying forward)와 혼용된다. 전진 플레이메이커는 딥-라잉 플레이메이커보다 앞 쪽에서 플레이한다. 이 경우 상대 수비진들의 간격이 상대적으로 더 좁은 상태에서 플레이 하게 된다. 그렇기 때문에 전진 플레이메이커는 조금더 공격적인 기술과 빠르고 창의적인 침투패스 또는 크로스 능력이 크게 요구된다. 때로는 직접 수비진의 진영을 무너뜨리기 위해 돌파를 시도하기 때문에, 뛰어난 드리블 스킬도 요구된다. 또한 공격 진영에 가깝게 위치하기 때문에 슈팅 능력도 필요하다. 이 자리에 위치한 선수들은 이탈리아어로는 판타지스타(이탈리아어: Fantasista)라 불리며, 남미의 아르헨티나와 우루과이에서는 엔간체(스페인어: Enganche)라 불린다.

### 펄스 공격형 미드필더
이 용어는 이탈리아에서 시작하였으며, 4-3-1-2 포메이션의 "1" 자리에 위치한 공격형 미드필더가 수비 진영 쪽으로 깊게 움직이는 역할을 뜻한다. 이들은 경기장 3/4 위치에 서다가도 움직여서, 상대방 수비진의 붕괴를 꾀하는 데에 목표를 두고 있다. 이들은 전진 플레이메이커의 자리와 딥-라잉 플레이메이커 자리를 오가며, 높은 전술 이해도와 뛰어난 활동량을 요구 받게 된다.

## 측면 미드필더

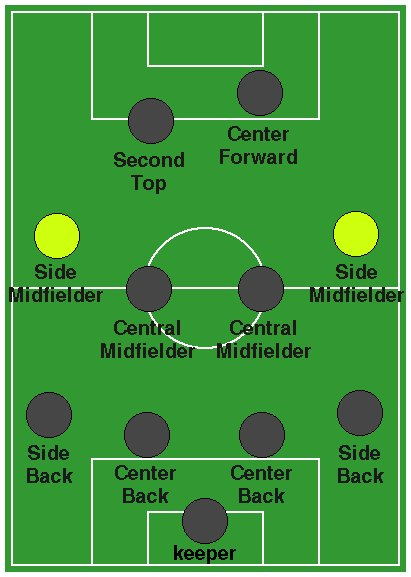
측면 미드필더 위치

측면 미드필더(영어: Side midfielder)는 공격과 수비에 균형을 갖춘 중앙 미드필더와 비슷한 역할을 가지고 있으나, 경기장 양 측면에서 위치하는 역할군이다. 이들은 공격시 공격진으로 낮은 패스를 보내는 데 주 임무를 맡고 있으며, 수비시에는 상대방의 크로스를 차단하기 위해 수비 가담을 적극적으로 하기도 한다. 측면 미드필더 역할은 윙어보다 더 뛰어난 주력이 요구되며, 공격과 수비에 있어 균형적인 능력을 갖추도록 요구한다.

## 윙어

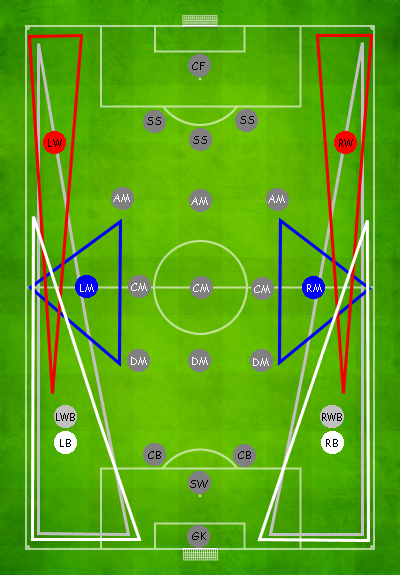
윙어는 붉은색 삼각형 구역에서 주로 활동하며, 측면 미드필더는 푸른색 삼각형 구역에서 주로 활동하는 선수를 말한다.

윙어(영어: Winger)는 4-4-2, 4-5-1, 4-2-3-1 포메이션에 배치 될때는 보통 미드필더로 분류 된다.(4-3-3, 3-4-3 포메이션에 배치되는 윙어는 보통 공격수로 분류 된다.)
윙어는 터치라인쪽으로 옆쪽에 넓게 배치된 미드필더를 말한다. 스탠리 매튜즈나 지미 존스톤과 같은 왕년의 선수들은 W자 모양 포메이션에서는 공격수로 분류되었었다. 예전에는 아웃사이드 라이트나 아웃사이드 레프트라고 불렸다. 하지만 축구 전술은 30년간 변화를 겪었다. 윙어는 좀 더 수비쪽으로 내려간 필드 포지션이 되었다. 윙어의 경우 스트라이커의 역할도 가능한 미드필더가 주로 담당한다.
양쪽 측면 넓은 곳에서 상대편의 풀백의 수비를 피해 컷-백이나 크로스를 올리는 것이 윙어의 역할이다. 윙어는 드리블, 스피드, 개인기, 크로스, 패스, 킥력이 뛰어나며, 오늘날 훌륭한 윙어(측면 미드필더)는 더글라스 코스타, 윌리안, 윤빛가람, 프랑크 리베리, 아르연 로번, 사디오 마네, 손흥민, 마르코 로이스 등이 꼽히고 있다.
예전에는 윙어는 터치라인 쪽에서 공격만 하는 것으로 간주되었으며, 수비진영으로 돌아오거나 수비를 하지는 않았었다. 이 점은 1966년 FIFA 월드컵 때부터 바뀌었다. 잉글랜드 축구 국가대표팀 감독 알프 램지(Alf Ramsey)은 전통적인 윙어 없이도 결승전으로 팀을 이끌었다. 이 팀은 당시 "윙 없는 불가사의"(Wingless Wonders)라고 불렸다.
이런 점에서, 현대 축구의 윙어들은 더 많은 역할을 해내고 있다. 그들은 수비도 해야 하며, 상대편을 뒤쫓아와서 볼을 빼앗아야 한다. 중앙 공격수나 스트라이커에게 공을 차 주거나 크로스를 올리는 일 외에 말이다. 때때로, 윙어들은 중앙으로 나와 커버를 하거나 공격을 해야 하기도 하며, 측면쪽으로도 움직여야 한다.

## 같이 보기
- 축구 포지션
- 축구 포메이션
- 공격수
- 수비수
- 골키퍼